# Конституция Северной Македонии
Конституция Северной Македонии (макед. Устав на Република Северна Македонија, алб. Kushtetuta e Republikës së Maqedonisë së Veriut) — основной закон Республики Северная Македония, определяющий основы государственного управления и основные права человека. Текущая редакция принята в 2001 году и включает в себя 15 основных прав человека, а также гарантии прав национальных меньшинств (в том числе албанцев, согласно Охридскому соглашению). Первая Конституция независимой республики принята 17 ноября 1991 года и перенесла 32 поправки.

## Исторические конституции

### Конституция 1946 года
Первая Конституция была принята 31 декабря 1946 года в Народной Республике Македонии как автономной республике Федеративной Народной Республики Югославия. Период с 1946 по 1974 годы, когда действовала эта конституция, характеризуется мощными динамическими изменениями, которые повлияли на фундаментальные институты государства. В 1953 году был принят Конституционный закон об общественном и политическом устройстве и об органах власти Народной Республики Македонии, после которого стал недействительным Закон о рабочем самоуправлении 1950 года (он же Конституционный закон об управлении государственными коммерческими предприятиями и высшими хозяйственными объединениями рабочих коллективов). Именно эта Конституция стала источником права на самоопределение македонцев.

### Конституция 1974 года
25 февраля 1974 года была принята Конституция, в которой упоминалась уже Социалистическая Республика Македония. Эта Конституция означала переход от этатизма к самоуправлению и являлась уже не только высшим нормативным актом, но и своеобразной социальной хартией.

### Конституция 1991 года
8 ноября 1991 года на референдуме большинство граждан Республики Македонии поддержали государственный суверенитет Македонии и образование независимого государства. 17 ноября 1991 года была принята конституция, юридически закрепившая существование Республики Македонии. Согласно Конституции, социально-экономическая и политическая система Республики основана на принципах верховенства закона, прав и свобод человека, разделения властей, рыночной экономики и других фундаментальных ценностей современного демократического общества.

## Структура
Конституция состоит из преамбулы и частей. Части Конституции делятся на несколько глав:
- Основные положения
- Основные свободы и права человека и гражданина
- Организация государственной власти
- Конституционный суд Северной Македонии
- Местное самоуправление
- Международные отношения
- Оборона республики, военное и чрезвычайное положение
- Поправки к Конституции
- Переходные и заключительные положения

### Основные ценности
Основные ценности конституционного порядка Северной Македонии регламентированы статьёй 8, пунктом 1:
- основные права и свободы человека и гражданина, признанные в международном праве и установленные в Конституции;
- свободное выражение национальной идентичности; равноправное представительство граждан, принадлежащих ко всем общинам, в государственной власти и других государственных учреждениях на всех уровнях;
- верховенство закона;
- разделение государственной власти на законодательную, исполнительную и судебную;
- политический плюрализм и свободные, прямые и демократические выборы;
- правовая защита собственности;
- свободный рынок и предпринимательство;
- гуманизм, социальная справедливость и солидарность;
- местное самоуправление;
- организация и гуманизация пространства, защита и улучшение состояния окружающей среды и природы;
- соблюдение общепринятых норм международного права.